# Lucien Tremblay
Ne doit pas être confondu avec Lucien Tremblay (homme politique).
Lucien Tremblay, né le 25 mars 1912 à Verdun et mort le 4 juin 1985 à Montréal, est un juriste québécois. De 1961 à 1977, il est juge en chef du Québec.

## Biographie
Il étudie à l'Académie Richard de Verdun, au Collège séraphique de Trois-Rivières, au Séminaire de philosophie de Montréal puis à l'Université de Montréal où il obtient un doctorat en droit en 1941. Il est professeur de procédure civile à la Faculté de droit de l'Université de Montréal de 1950 à 1959. De 1961 à 1977, il est juge en chef du Québec. De 1967 à 1970, il est chancelier de l'Université de Montréal. Il siège au conseil d'administration de la Fondation Lionel-Groulx de 1979 à 1985.
Il assume de façon intérimaire les fonctions de lieutenant-gouverneur du Québec du 30 septembre au 12 octobre 1961 et du 21 au 22 février 1966, respectivement après les décès d'Onésime Gagnon et de Paul Comtois en fonction.